# Erich Boehringer
Erich Boehringer (Amburgo, 10 agosto 1897 – Amburgo, 3 aprile 1971) è stato un archeologo e numismatico tedesco.

## Biografia
Boehringer veniva da una famiglia della borghesia tedesca: suo padre era un chimico e gestiva una azienda chimica ad Amburgo, il fratello,  Robert, era un industriale, uno studioso e uno scrittore.
Boehringer crebbe a Basilea e dopo aver frequentato il liceo locale, tornò in Germania e si arruolò nel 1914, come volontario per il servizio militare. In virtu del comportamento davanti al nemico, fu promosso tenente nel 1915. Fu il modello per la poesia di Stefan George Einem jungen Führer im Ersten Weltkrieg. Boehringer incontrò Stefan George nel 1917, e ne fu molto influenzato.
Dopo l'Abitur ottenuto a Lörrach nel luglio 1919, Boehringer studiò archeologia classica, storia antica e greco alle università di Friburgo, Würzburg, Basilea e alla Humboldt-Universität, a Berlino.
Influenzato da Kurt Regling, scrisse la sua tesi a Würzburg, con Henry Bull come relatore, sulla monetazione di Siracusa, che divenne il modello di riferimento per l'applicazione del metodo della comparazione dei conii nella numismatica antica.
Dopo la laurea ottenuta nel 1925 all'Università di Würzburg, Boehringer fu per un anno aiuto-assistente al Istituto archeologico germanico (DAI) a Roma, prima di avere il Reisestipendium (concessione di viaggio) del DAI per il biennio 1926/27.
Nel 1927-29 lavorò di nuovo come assistente al DAI a Roma, partecipò nel 1929-30 alle ricerche in Sicilia e nel 1930-31 fu occupato come assistente scientifico alla Berliner Antikensammlung angestellt.
Ebbe un nuovo Reisestipendium e partecipò agli scavi di Pergamo, guidati da Theodor Wiegand, e a volte ha agito come direttore degli scavi. I risultati del suo lavoro a Pergamo sono stati pubblicati in due volumi: sul Temenos e sugli arsenali di Pergamo.
Nel 1932 ottenne l'abilitazione all'Università di Greifswald, dove dal 1934 al 1938 fu assistente-ordinario per l'archeologia classica a Greifswald, poi straordinario e dal 1942 finalmente ordinario. Il 1º maggio 1937 entrò nel NSDAP (partito nazista).
Durante la seconda guerra mondiale, lavorò dal marzo 1940 all'aprile 1943 come un attaché culturale presso l'ambasciata tedesca ad Atene. L'esito della guerra lo ha portato a Greifswald dove fu responsabile per l'evacuazione delle università.
Boehringer si recò all'Università Georg-August di Gottinga, dove nel 1946 ricevette un incarico di insegnamento per "archeologia classica, scavi, antica iconografia e numismatica". Inoltre fu anche amministratore delegato, nel 1945-1948, della "Akademischen Hilfswerks der Universität Göttingen" e ha fondato la "Akademische Burse Göttingen", Notizie sulla sua denazificazione non sono note.
Nell'aprile 1954 divenne presidente dell'Istituto Archeologico Germanico, a Berlino, alla cui ricostruzione partecipò regolarmente. Inoltre insegnava, come professore onorario, archeologia classica alla Freie Universität Berlin. Nel 1957 Boehringer prese nuovamente parte agli scavi di Pergamo. Nel 1960 andò definitivamente in pensione e si poté dedicare completamente al lavoro scientifico e in particolare per potersi dedicare agli scavi di Pergamo.
Si è anche impegnato con il  FDP / DVP del Baden-Württemberg, candidandosi senza successo per il Bundestag tedesco nel 1961.
Nel 1956 fu preso in considerazione come ministro della cultura della Bassa Sassonia, ma alla fine non fu nominato.
Suo figlio è l'archeologo e numismatico Christof Boehringer.

## Opere principali
- Die Münzen von Syrakus, Berlino 1928
- Der Caesar von Acireale, Kohlhammer Verlag, Stuttgart 1933
- Das Temenos für den Herrscherkult (Altertümer von Pergamon vol. 9), Berlino 1937 (con Friedrich Krauss)
- Die hellenistischen Arsenale (Altertümer von Pergamon vol. 10), Berlino 1937 (con Ákos von Szalay)
- Homer. Bildnisse und Nachweise, 1939 (con Robert Boehringer)